# Vin Codurile
Vin Codurile este un grup de lucru inter-instituțional creat sub conducerea CSM care s-a constituit în iunie 2011 cu scopul de a ajuta la implementarea Noului Cod Civil. Grupul de lucru s-a întrunit pentru prima dată în 2 iunie 2011. Scopul acestui grup de lucru este acela de mobiliza profesioniștii din domeniu și organizațiile neguvernamentale interesate în stabilirea și planificarea măsurilor necesare pregătirii sistemului de justiție pentru intrarea în vigoare a Codului civil. Grupul este format din reprezentanți ai: judecătorilor, procurorilor, grefierilor, avocaților, notarilor publici, executorilor judecătorești și societății civile. 

## Membrii ai proiectuluiVin Codurile
1. Institutul Național al Magistraturii,
2. Școala Națională de Grefieri,
3. Ministerul Public,
4. Ministerul Justiției,
5. Institutul Național pentru Pregătirea și Perfecționarea Avocaților,
6. Uniunea Națională a Notarilor Publici din România,
7. Institutul Notarial Român,
8. Uniunea Națională a Executorilor Judecătorești,
9. Centrul Național de Pregătire și Perfecționare a Executorilor Judecătorești,
10. Uniunea Națională a Judecătorilor din România,
11. Centrul de Resurse Juridice,
12. Societatea Academică Română,
13. Asociația "LideriJust",
14. Societatea pentru Justiție,
15. Institutul Român de Training,
16. Juridice.ro,
17. Asociația Română pentru Custodie Comună,
18. Asociația TATA.[2]

### Proiectul "Noul cod civil pe înțelesul tuturor"
Proiectul Vin Codurile a implicat o serie de acțiuni de educație și popularizare desfășurate, în general, off-line. Grupul s-a implicat în clarificarea unei serii de noțiuni prevăzute de către codul Civil, ca de pildă: Autoritatea părintească după divorț, Convenția matrimonială, Consiliul de familie, Divorțul, Logodna, Fiducia.
- Conferințele[nefuncțională]
 INM (materiale video explicative)